# Chichibu Maru (schip, 1930)

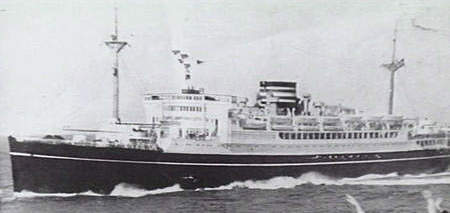

De Chichibu Maru (Japans: 秩父丸) was een Japans passagiersschip van de rederij Nippon Yusen Kaisha Line (NYK). Het schip werd gebouwd door scheepswerf Yokohama Dock Co. in Yokohama. Het was bestemd voor de lijn Yokohama-San Francisco. Tijdens de Tweede Wereldoorlog werd het gevorderd door de Keizerlijke Japanse Marine om als troepentransportschip te fungeren.

## Technische kenmerken
De Chichibu Maru met een breedte van 22,6 meter en een lengte van 178 meter had een kruissnelheid van 19 knopen en een maximale snelheid van 21 knopen. Het schip had een waterverplaatsing van 17.498 brt en was voorzien van een Burmeister & Wain dieselmotor met een vermogen van 20.000 pk In totaal kon het schip 817 passagiers vervoeren.

## Geschiedenis
Het schip werd tweemaal hernoemd eerst in 1938 tot Titibu Maru (Japans: 秩父丸) en in 1939 tot Kamakura Maru (Japans: 鎌倉丸). In 1942 werd het schip door de Japanse marine gevorderd en omgebouwd tot troepentransportschip. De Japanse marine gebruikte het schip ook als hospitaalschip. Als Kamakura Maru (Japans: 鎌倉丸) ging het schip op 28 april 1943 verloren. Het schip werd varend van Manilla naar Singapore getorpedeerd door de Amerikaanse onderzeeboot USS Gudgeon.